# Science center

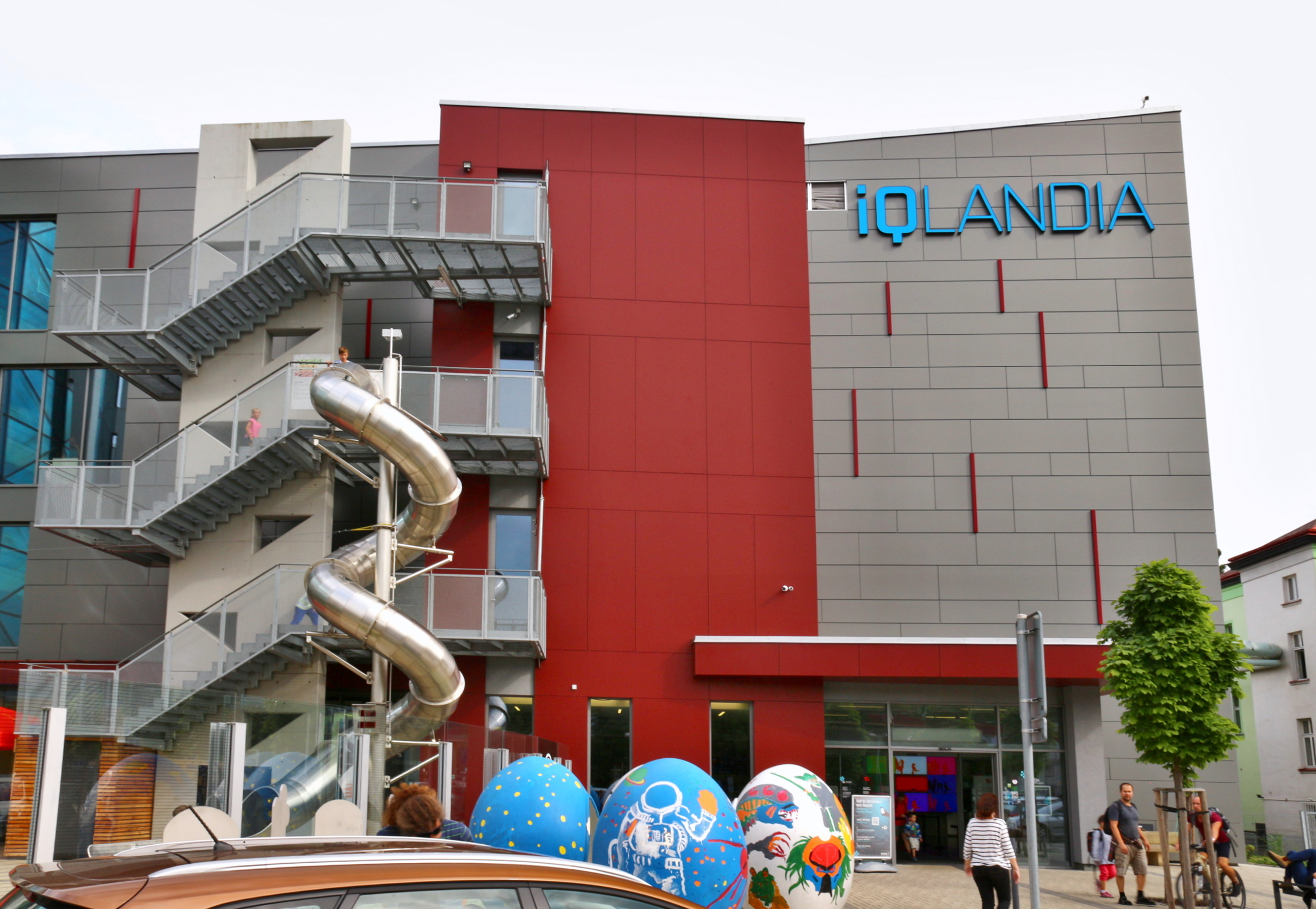
IQlandia v Liberci

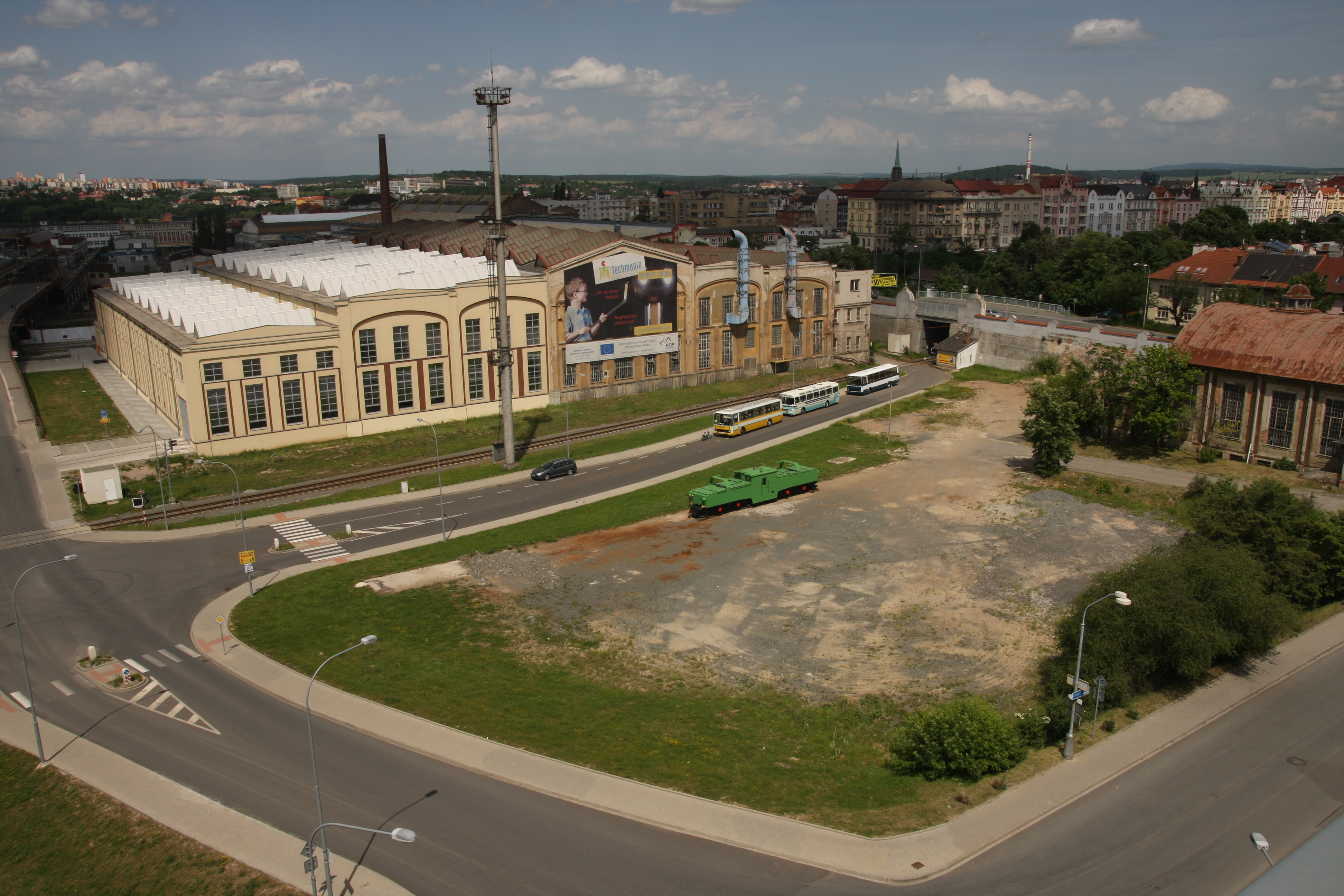
Techmania Science Center v Plzni

Science center (event. centre, česky centrum věd) je středisko neformálního vzdělávání, které se primárně zaměřuje na cílenou popularizaci vědy a techniky. Nejedná se přitom o klasickou vzdělávací instituci, důraz je zde kladen zejména na interaktivitu a učení formou her a samostatného objevování vědy a techniky prostřednictvím osobní zkušenosti.
Pro science centra je důležitý kontaktní přístup jednotlivým exponátům: ty zpravidla demonstrují fyzikální, chemické, matematické či jiné vědní zákonitosti a principy, které návštěvníci science center sami objevují díky manipulaci s těmito exponáty.
Exponáty science center jsou zpravidla členěny do jednotlivých tematických expozic, které mohou být buď permanentní (jsou trvalou součástí science centra) či putovní. Většina evropských expozic je koncipována jako monotematický, nicméně polyfunkční soubor exponátů. Tak např. expozice TOP SECRET, nabízená plzeňským science centrem Techmania, se orientuje na kriminalistiku, v jejímž rámci neformálním způsobem vzdělává širokou veřejnost v oborech jako je daktyloskopie, balistika či pylová analýza.
Dánská expozice SPORT AND SPINACH umístěná v kodaňském Experimentariu se zaměřuje na zdravý životní styl, jehož prostřednictvím komunikuje vědecké poznatky o lidském těle, sportu či nebezpečích obezity apod.[zdroj?] V liberecké iQLANDII je zase expozice vytvořená pro dospívající. Je stylizovaná do mateřského lůna a novátorsky představuje vše o plození, rození, dospívání i deviacích. Potkat tam lze také prvního mluvícího humanoidního robota v Česku.
V science centrech působí tzv. edutaineři (z anglického „educate“ = „vzdělávat“ a „entertain“ = „bavit“) či explaineři (z angl. „explain“ = „vysvětlovat“): jedná se o průvodce jednotlivými expozicemi, kteří zábavnou, nicméně přesto odbornou formou vysvětlují principy jednotlivých exponátů.
Science centra mohou být sdružena ve dvou základních organizacích: americké ASTC (Association of Science-Technology Centers) a evropské ECSITE (European Network of Science Centres and Museums).

## Centra ve světě
Za první science centrum vůbec se považuje berlínská Urania (1888), boom však science centra ve světě zažila až na přelomu 60. a 70. let 20. století, kdy bylo otevřeno např. Exploratorium v San Franciscu nebo kanadské Ontario Science Center v Torontu. Mezi významná evropská science centra patří například dánské Experimentarium, vlámské Technopolis či finské Heureka.

### V Česku
Prvním a nejnavštěvovanějším (130 tisíc návštěvníků ročně) science centrem v Česku byl liberecký iQpark[zdroj?], který otevřel své brány v roce 2007. Od roku 2008 pak v Plzni působí science centrum Techmania a v následujících letech vznikla science centra i v dalších českých městech. V Ostravě mohou návštěvníci od roku 2012 zavítat do Malého světa techniky U6, v prosinci 2014 bylo otevřelo v Brně VIDA! science centrum a v roce 2015 byla otevřena Pevnost poznání v Olomouci.